# 1899 au Manitoba
Chronologie du Manitoba
- 1895
- 1896
- 1897
- 1898
- 1899
- 1900
- 1901
- 1902
- 1903

Cette page concerne des événements d'actualité qui se sont produits durant l'année 1899 dans la province canadienne du Manitoba.

## Politique
- Premier ministre : Thomas Greenway
- Chef de l'Opposition :
- Lieutenant-gouverneur : James Colebrooke Patterson
- Législature :

## Naissances
- 11 mars : Allan Charles Woodman (né à Winnipeg — mort le 17 mars 1963 à Winnipeg[1]) est un joueur canadien de hockey sur glace qui évoluait au poste de rover.